# Titeuf (série de animação)
Titeuf é uma série de animação francesa baseada em uma série de banda desenhada franco-belga de mesmo nome. Estreou no dia 4 de abril de 2001, em França.

## Sinopse
Titeuf, é simultaneamente herói e testemunha de sua geração. Tão curioso, como turbolento, passeia a mochila pelos corredores da escola, opondo-se a uma série de perguntas sobre a vida e mal entendidos que o deixam em apuros, mas apesar de tudo, ele não se esquece dos amigos e da rapariga com quem está apaixonada e que sonha um dia casar-se, Nádia.  

## Transmissão
França
- France 3
- Canal J

 Portugal
- 2: (apenas a 1ª temporada com o nome de O Tufão[1])
- SIC K (apenas a 2ª temporada)
- Biggs (1ª, 2ª e 3ª temporada)
- RTP2 (apenas a 4ª temporada como Titeuf[2])

 Espanha
- Veo
- Clan TVE
- Jetix
- Nickelodeon
- Cartoon Network
- Boing

 Itália
- Rai 2
- Jetix
- Cartoon Network
- Boing

 Suíça 
- SRF 1
- SRF zwei

 Alemanha
- KI.KA
- ZDF
- Das Erste
- RBB
- MDR
- SWR
- NDR
- WDR
- HR
- BR
- SR
- One
- 3sat
- Arte
- Super RTL
- RTL II
- Jetix

 Áustria
- ORF 1

 Polónia
- ZigZap / teleTOON+

 Reino Unido
- Jetix
- ITV

 Estados Unidos
- Jetix

 Eslovênia
- Cartoon Network

 Bulgária
- Disney Channel

## Dublagem/Dobragem
| Personagem    | Dobragem                                                    | Dobragem               |
| ------------- | ----------------------------------------------------------- | ---------------------- |
| Personagem    | Original (França)                                           | Portugal (Biggs/SIC K) |
| Titeuf        | Donald Reignoux                                             | Vítor Emanuel          |
| Manny         | Sabrina Leurquin                                            | Carlos Martins         |
| Hugo          | Donald Reignoux                                             | Rómulo Fragoso         |
| Nádia         | Pauline Brunner                                             | Joana Castro           |
| Mãe do Titeuf | Danièle Hazan (Temporadas 1-2) Nathaline Homs (Temporada 3) | Maria Camões           |
| Pai do Titeuf | Thierry Ragueneau                                           | Mário Bomba            |
| Zowie         | Caroline Pascal                                             | Carla Mendes           |

## No Brasil
O Programa nunca foi exibido no Brasil.

## Em Portugal
Em Portugal, o Programa foi exibido na RTP2 em 2004 com o título de "O Tufão", em Outubro de 2010, a série foi exibida na SIC K. No dia 7 de Novembro de 2015, o programa foi ao ar no Biggs.